# سید علی مجتهد کازرونی
سید علی مجتهد کازرونی (زادهٔ ۱۲۳۷ در کازرون - درگذشتهٔ ۱۳۰۳ در شیراز) نمایندهٔ مجلس شورای ملی و دو دوره رئیس انجمن‌های ایالتی و ولایتی کشور بود.
سید علی فرزند سید عباس مجتهد کازرونی بود. او علاوه بر سیاست بر شعر و علومی همچون منطق، کلام، حکمت، نطق، خطابه، ادبیات فارسی و ریاضیات تسلط بسیار داشت.
فرزند او، سید عبدالحسین صدر ملقب به صدرالاسلام نیز از نمایندگان مشهور شیراز در مجلس شورای ملی وقت بود.

## زندگینامه
حاج سید علی حکیم مجتهد کازرونی متخلص به رحمت کازرونی، فرزند حاج سید عباس مجتهد طباطبایی کازرونی در سال ۱۲۷۸ هجری قمری در شهر کازرون زاده شد. وی ۱۲ سال در شهر نجف به تحصیل پرداخت. سپس به شیراز رفت و به تدریس در این شهر پرداخت. او در دوره اول مجلس شورای ملی به نمایندگی انتخاب شد. کازرونی همچنین به مدت دو دوره رئیس انجمن‌های ایالتی و ولایتی کشور بود. او در سال ۱۳۴۳ هجری درگذشت و در حافظیهٔ شیراز به خاک سپرده شد.

## آثار
- دوره اصول
- دیوان اشعار به فارسی و عربی
- دو رساله در فواید مشروطیت[۶][۷]